# Armando Vieira da Silva
Armando Vieira da Silva (São Luís, 30 de agosto de 1887 — São Luís, 9 de outubro de 1940) foi um jornalista, poeta e escritor maranhense. Foi o fundador da cadeira nº 8 da Academia Maranhense de Letras tendo como patrono Gomes de Souza.
Formou-se em direito e exerceu vários cargos de destaque na administração pública do Maranhão. Dirigiu a Imprensa Oficial e o Sindicato Maranhense de Imprensa. Fundou, com Abelardo Rocha e outros, a Companhia Telefônica do Maranhão. 

## Obras
- Vibrações da Noite (1907)
- Poesias (1908)[2]
- Portugal (1934)
- Consolação (1937)